# 桑泰尔地区博福尔
桑泰尔地区博福尔（法語：Beaufort-en-Santerre，法語發音：[bofɔʁ ɑ̃ sɑ̃tɛʁ]），或纯音译作博福尔昂桑泰尔，是法国上法兰西大区索姆省的一个市镇，属于蒙迪迪耶区。

## 地理
桑泰尔地区博福尔（49°46'32"N, 2°40'7"E）面积4.59 平方千米，位于法国上法蘭西大區索姆省，该省份为法国北部沿海省份，北起加来海峡省和北部省，西接滨海塞纳省和大西洋英吉利海峡，南至瓦兹省，东临埃纳省。
与桑泰尔地区博福尔接壤的市镇（或旧市镇、城区）包括：凯村、福利、勒凯内勒、弗雷利、瓦尔维莱尔。
桑泰尔地区博福尔的时区为UTC+01:00、UTC+02:00（夏令时）。

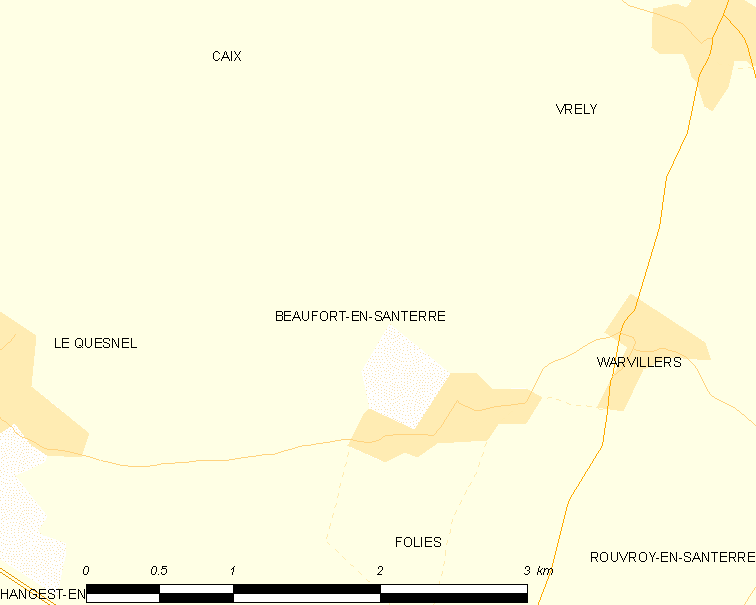
桑泰尔地区博福尔的OSM定位图

## 行政
桑泰尔地区博福尔的邮政编码为80170，INSEE市镇编码为80067。

## 政治
桑泰尔地区博福尔所属的省级选区为莫勒伊县。

## 人口

1962-2008年间桑泰尔地区博福尔人口变化图示

桑泰尔地区博福尔于2022年1月1日时的人口数量为189人。